# José Cano Fuster
José Cano Fuster (La Nucia, 29 d'abril de 1979) és un empresari i polític valencià, diputat al Congrés dels Diputats en la XI i XII legislatures.
És llicenciat en Dret i és copropietari d'una empresa familiar de restauració i organització d'esdeveniments. Fou elegit diputat per la província d'Alacant dins les llistes de Ciutadans a les eleccions generals espanyoles de 2015 i 2016.